# Јан Агарски
Јан Агарски (Стара Пазова, 30. новембар 1962) је српски сликар.

## Биографија
Рођен је 30. новембра 1962. у Старој Пазови. Завршио је средњу школу за дизајн „Богдан Шупут” Нови Сад 1981, Високу школу ликовних и примењених уметности у Београду 1986, Академију уметности Универзитета у Новом Саду 1997. и Високу школу ликовних и примењених уметности у Братислави. Похађао је допунске студије сликарства код професора Јана Бергера 1999—2000.
Члан је Удружења ликовних уметника Србије од 1998, Савеза удружења ликовних уметника Војводине, Друштва слободних визуелних уметника Братиславе од 2000. и Уметничког разговора Словака од 2009. године.
Добитник је награде галерије НОВА на Сремском салону у Сремској Митровици 1996, награде галерије „Лазар Возаревић” у Сремској Митровици 1998, откупне награде на Деветом бијеналу у Бачком Петровцу 2007, плакете Карла Милослава Лехотског на Четрнаестом бијеналу у Бачком Петровцу за најбољу изложбу између два Бијенала 2017. и плакете „Најуспешнији ликовни стваралац” на Ликовној колонији Борковац у Руми 2018. године.
Бави се цртежом, сликањем, графиком и мозаиком, својим радовима је илустровао књиге и часописе за културу. Његови радови се налазе у галеријским и приватним збиркама у Србији, Мађарској, Аустрији, Словачкој, Пољској, Чешкој, Украјини, Белгији, Немачкој и Данској.
Самостално је излагао у галерији „Зуска Медвеђова” у Бачком Петровцу 2001, галерији „Лазар Возаревић” у Сремској Митровици 2003, галерији Центра за културу Стара Пазова 2004. и 2017, музеју Срема и галерији Међународног културног центра Београд 2005, Музеју војвођанских Словака 2012, Културном центру Рума 2014, Музеју у Пријепољу 2015. и Завичајном музеју Руме 2019. године.